# Pyrianoreina hovorei
Pyrianoreina hovorei là một loài bọ cánh cứng trong họ Cerambycidae.